# Leliegracht 25

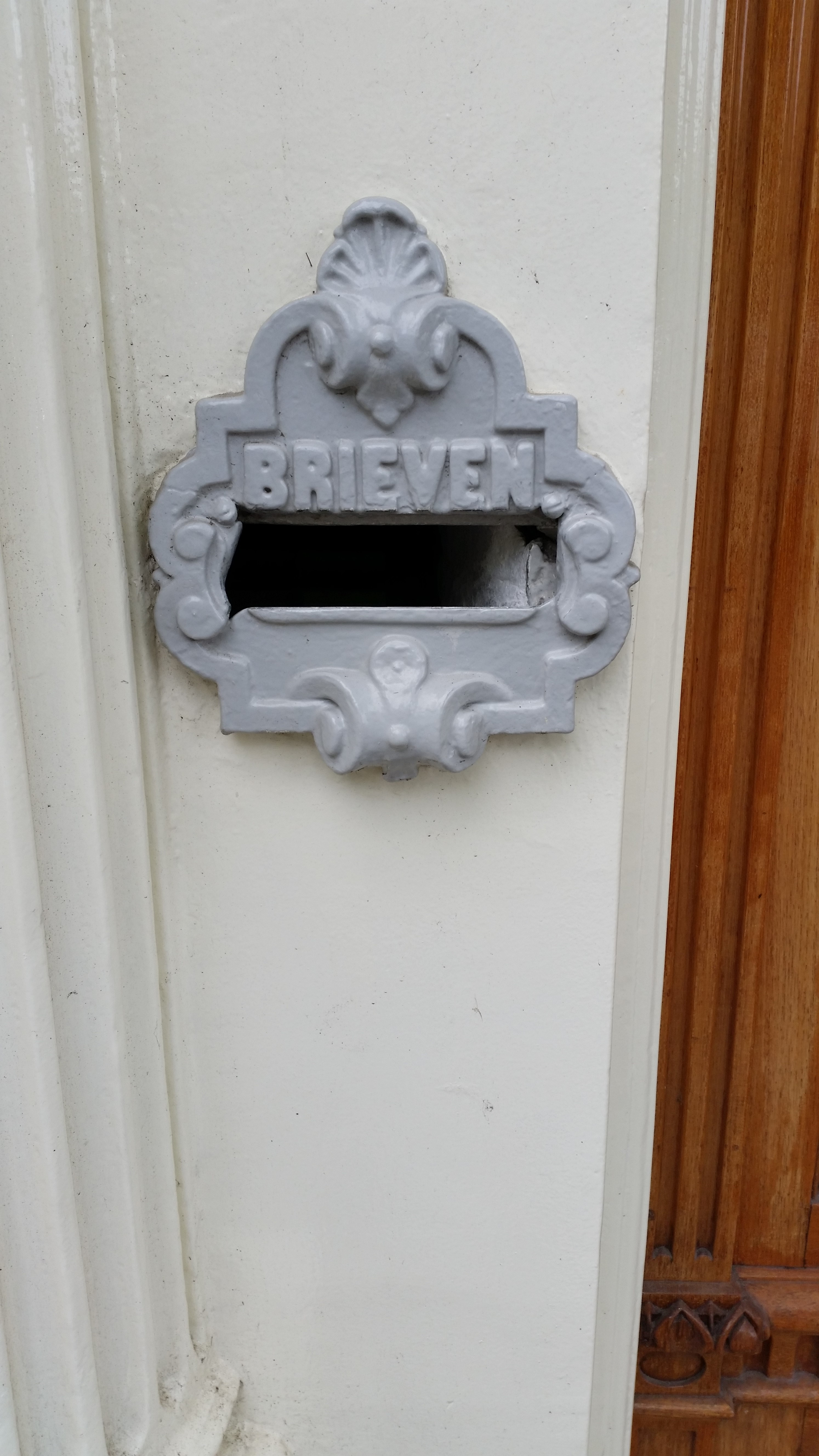
Brievenbus (mei 2020)

Leliegracht 25 te Amsterdam is een rijksmonument in Amsterdam-Centrum. Het is plaatselijk bekend als het Potgieterhuis, een vernoeming naar Everhardus Johannes Potgieter, die hier van 1855 tot 1875 woonde.

## Gebouw
Het gebouw is een in 1881 grondig verbouwd grachtenpad, waarbij het een geheel nieuwe voorgevel kreeg. Deze gevel is door J.W. Meijer, een brandweerofficier die zich architect-werktuigkundige mocht noemen, ontworpen in de Neo-Hollandse Renaissancestijl van laat 19e eeuw. Het staat op een rechthoekige plattegrond. De horizontale verdeling is in een souterrain, beletage en twee verdiepingen. Het geheel bevindt zich onder een dwars zadeldak met steekkap met zolder. Tussen de begane grond en de eerste verdieping is in het midden een balkon met open balustrade geplaatst, dat ondersteund wordt door drie consoles. Links en rechts gaat dat balkon over in een waterlijst en friezen. Tussen de eerste en tweede verdiepingen bevindt zich een soortgelijke waterlijst. Tussen de tweede verdieping en het dak bevindt zich een kroonlijst.
De verticale verdeling bestaat uit vier traveeën. De toegang tot het gebouw is geplaatst in de tweede travee van links (frontaal gezien). Die toegang is voorzien rijkelijk pleisterwerk, waarin Korintische halfzuilen zijn te herkennen. 
De gehele gevel bevat verder versieringen in boogvelden van de vensters, pilasters tegen de gevel, gepleisterde speklagen. Voor de ramen in de topgevel zijn eveneens open balustrades te zien. De topgevel heeft voorts nog een Oeil de boeuf gelijkende glaspartij en is afgewerkt met klauwstukken en topfronton. In de klauwstukken zijn jaarstenen zichtbaar "Anno" "1881" in gouden/vergulden letters en cijfers.

## Potgieter
In januari 1879 werd in de gevel een gedenksteen geplaatst met de tekst: "E.J. Potgieter woonde in dit huis van 12 mei 1855 tot op zijnen sterfdag 3 februari 1875".
In mei 1882 werd boven de vernieuwde toegang een door vrienden en vereerders bekostigde vernieuwde gedenksteen met dezelfde tekst (gouden letters op zwart marmeren tafel) geplaatst; de oude was tijdens de verbouwing beschadigd geraakt. Tevens werd er een borstbeeld van Potgieter geplaatst, die laatste van de hand is van Henri Teixeira de Mattos. De buste is levensgroot en gemaakt van wit marmer; het voetstuk bestaat uit boekwerken. Deze Teixera de Mattos was net teruggekeerd uit Rome en leerling van Frans Stracké verantwoordelijk voor de buste van Potgieter in het Grafmonument van Everhardus Johannes Potgieter.

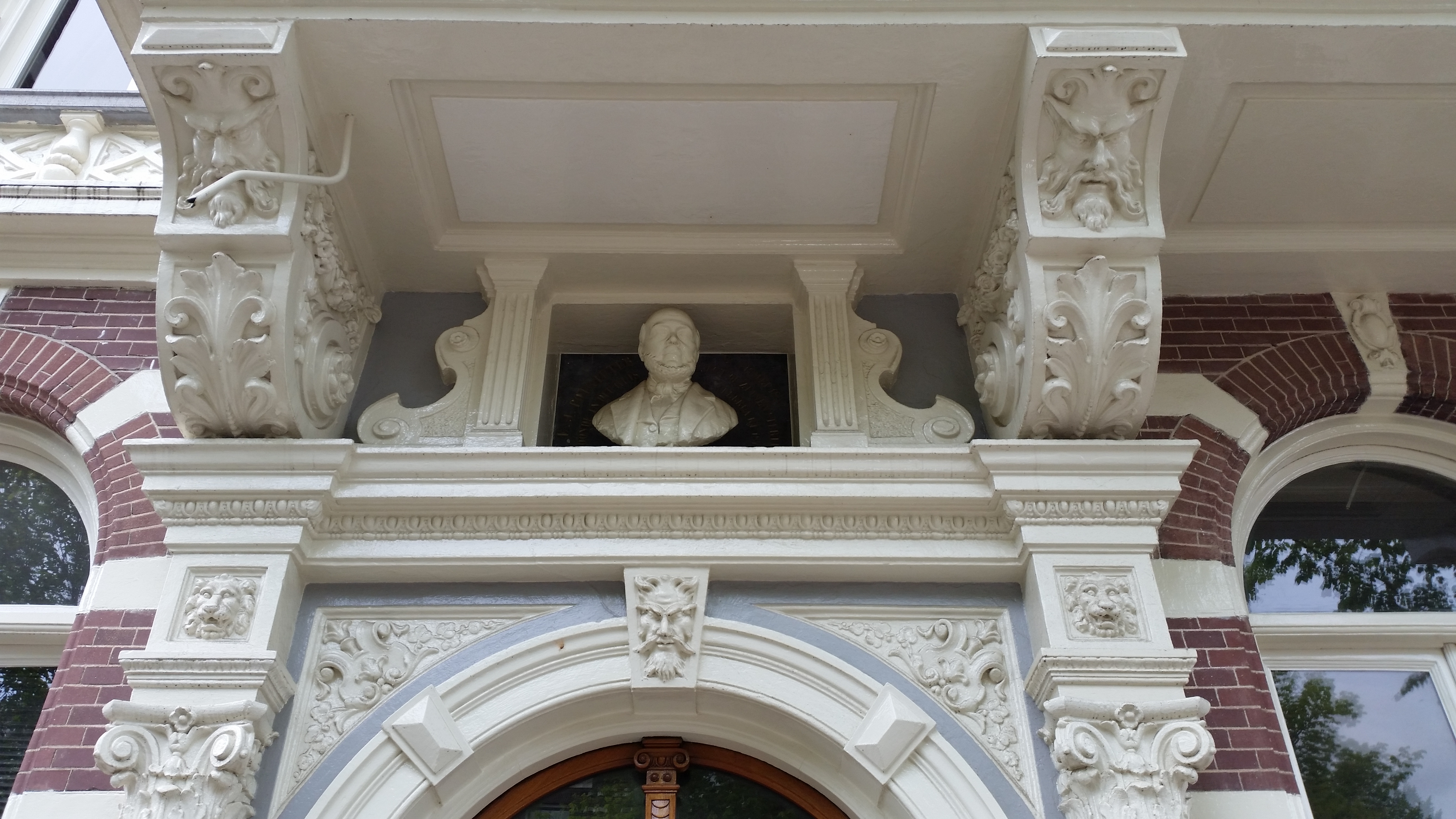
Potgieter van Texeira de Mattos (mei 2020)

1. ↑  Algemeen Handelsblad, 4 september 1881, Aanbesteding verbouwing
2. ↑  De standard, 1 februari 1879, plaatsing gedenksteen
3. ↑  Het Vaderland, 17 augustus 1918, Verhaal over Potgieterhuis dat geveild werd
4. ↑  De Tijd, 9 mei 1882, Potgieter, Teixeira de Mattos
5. ↑  RKD Teixeira de Mattos leerling van Stracké. Gearchiveerd op 4 juli 2022.